# L'Eau (album)
Pour les articles homonymes, voir Eau (homonymie).
Albums de Jeanne Cherhal
Douze fois par an
(2004) Charade
(2010)
L'Eau est le 3e album studio de Jeanne Cherhal, sorti le 23 octobre 2006.

## Liste des titres
Paroles et musiques de Jeanne Cherhal.
| No  | Titre                      | Durée |
| --- | -------------------------- | ----- |
| 1.  | Canicule                   | 3:25  |
| 2.  | Je suis liquide            | 3:27  |
| 3.  | Rondes larmes              | 3:01  |
| 4.  | Voilà                      | 3:30  |
| 5.  | Le tissu                   | 3:56  |
| 6.  | La peau sur les os         | 3:30  |
| 7.  | Tu m'attires               | 4:01  |
| 8.  | Frédéric                   | 3:07  |
| 9.  | L’eau                      | 2:23  |
| 10. | On dirait que c'est normal | 3:18  |
| 11. | Une tonne                  | 4:03  |
| 12. | Merci                      | 2:44  |
| 13. | Petite soupe               | 5:16  |

## Musiciens
- Jeanne Cherhal : orgue Farfisa, piano, piano électrique, vibraphone, banjo, tambourin, gong, claves, voix (1 à 13).
- Simon Edwards : basse, vibraphone, guitare, marimbula, tambourin, shaker (1, 2, 5-10, 13).
- Philippe Entressangle : batterie, bongos, gong, tambourin (1, 2, 4-11, 13).
- François Lasserre : guitare acoustique, guitare électrique, tambourin (1, 2, 5-7, 13).
- Eric Löhrer : guitare acoustique, basse (7, 8, 12).
- Jean-Baptiste Brunhes : piano-forte , ingénieur du son (enregistrement et mixage) (8).
- Sylvain Rifflet : clarinette, clarinette basse, flûte traversière, piccolo (11).
- Yann Martin : trompette (11).
- Rénald Villoteau : tuba, saxhorn (11).

## Classement hebdomadaire
| Classement (2006)            | Meilleure position |
| ---------------------------- | ------------------ |
| Belgique (Wallonie Ultratop) | 99                 |
| France (SNEP)                | 9                  |